# Ault (Colorado)
Ault es un pueblo ubicado en el condado de Weld en el estado estadounidense de Colorado. En el Censo de 2010 tenía una población de 1.519 habitantes y una densidad poblacional de 743,33 personas por km².

## Geografía
Ault se encuentra ubicado en las coordenadas 40°35′0″N 104°44′2″O / 40.58333, -104.73389. Según la Oficina del Censo de los Estados Unidos, Ault tiene una superficie total de 2.04 km², de la cual 2.04 km² corresponden a tierra firme y (0%) 0 km² es agua.

## Demografía
Según el censo de 2010, había 1.519 personas residiendo en Ault. La densidad de población era de 743,33 hab./km². De los 1.519 habitantes, Ault estaba compuesto por el 87.62% blancos, el 0.39% eran afroamericanos, el 1.18% eran amerindios, el 0.53% eran asiáticos, el 0% eran isleños del Pacífico, el 6.25% eran de otras razas y el 4.02% pertenecían a dos o más razas. Del total de la población el 29.95% eran hispanos o latinos de cualquier raza.